# 키릴 블라디미로비치 대공
키릴 블라디미로비치 로마노프(러시아어: Grand Duke Kirill Vladimirovich of Russia, 1876년 10월 12일(율리우스력 9월 30일) ~ 1938년 10월 12일)는 러시아 제국의 황족이자 로마노프 황실의 수장이었다. 1918년 니콜라이 2세가 처형당하기 전 잠재적 상속자인 미하일 알렉산드로비치가 암살당하고, 니콜라이 2세의 아들 알렉세이 황태자도 처형되자 생존자 중 서열이 가장 가까운 그가 황실 계승권자로 지목되었다.
니콜라이 2세의 사촌 동생이자 미하일 알렉산드로비치의 사촌 형으로, 키릴 대공의 아버지인 블라디미르 알렉산드로비치 대공은 알렉산드르 2세의 아들이자 알렉산드르 3세의 동생이었다.

## 자녀
- 마리야 키릴로브나 여대공
- 키라 키릴로브나 여대공
- 블라디미르 키릴로비치 대공

## 같이 보기
- 백계 러시아인